# 알.이.씨 4: 아포칼립스
《알.이.씨 4: 아포칼립스》(스페인어: [REC]4: Apocalipsis)는 2014년 공개된 스페인의 공포 영화이다.

## 수상정보
- 47회 시체스국제영화제(2014) 초청개막작(하우메 발라게로)
- 39회 토론토국제영화제(2014) 초청미드나잇 매드니스(하우메 발라게로)

## 줄거리
정체 불명의 바이러스가 가득한 저주 받은 건물을 폐쇄하고 폭발물 설치를 위해 정예요원들을 건물 안으로 투입시킨다. 폭발물 설치를 성공리에 마친 루카스와 구즈만이 밖으로 빠져나오는 도중 도와달라는 한 여자의 목소리가 들린다. 그 여자는 바로 끔찍한 사건의 유일한 생존자이자 목격자인 방송 리포터 ‘안젤라 비달’. 잠에서 깨어난 안젤라는 경비가 매우 삼엄한 격리시설에 갇혀 있는 자신과 그녀의 피를 뽑고 있는 남성들을 발견하고 극도의 불안감을 느끼며 그 곳을 빠져나가지만 더 잔인한 상황이 그녀를 기다리고 있었는데…

## 출연

### 주연
- 마누엘라 벨라스코
- 파코 만사네도
- 헥터 콜롬
- 이스마엘 프리치